# Michałów-Grabina
Michałów-Grabina (prononciation : [miˈxawuf ɡraˈbina]) est un village polonais de la gmina de Nieporęt dans le powiat de Legionowo de la voïvodie de Mazovie dans le centre-est de la Pologne.
Il se situe à environ 7 kilomètres au sud de Nieporęt (siège de la gmina), 9 kilomètres au sud-est de Legionowo (siège du powiat) et à 17 kilomètres au nord de Varsovie (capitale de la Pologne).
Le village possède approximativement une population de 601 habitants en 2008.

## Histoire
De 1975 à 1998, le village appartenait administrativement à la voïvodie de Varsovie.